# António Mascarenhas Monteiro
 (septembre 2016).
Si vous disposez d'ouvrages ou d'articles de référence ou si vous connaissez des sites web de qualité traitant du thème abordé ici, merci de compléter l'article en donnant les références utiles à sa vérifiabilité et en les liant à la section « Notes et références ».
António Mascarenhas Monteiro, né le 16 février 1944 à Santa Catarina (Santiago) et mort le 16 septembre 2016 à Praia (Cap-Vert), est un homme d'État cap-verdien. Il est président de la République du Cap-Vert du 22 mars 1991 au 22 mars 2001.

## Biographie
Après sa scolarité, Monteiro part pour la Belgique, à l'université catholique de Louvain pour y faire des études de droit.
Entre 1977 et 1980, il est secrétaire général de l'Assemblée nationale. En 1980, il est nommé président de la Haute-cour de Justice du Cap-Vert.
Après l'introduction du multipartisme en 1990, Monteiro annonce sa candidature pour la présidence. Le 17 février 1991, il est élu avec le soutien du mouvement pour la démocratie (MpD) avec une majorité écrasante de 73,3 % des voix. Il entre en fonction le 22 mars suivant. Après deux mandats, Monteiro quitte la présidence au profit de Pedro Pires.
Le 20 septembre 2006, Monteiro accepte sa nomination au poste d'envoyé exceptionnel au Timor oriental proposée par le secrétaire général de l'ONU Kofi Annan. Il doit prendre la direction de la MINUT des mains de Sukehiro Hasegawa dont le mandat arrivait à sa fin. Toutefois, le 25 septembre, Monteiro refuse le poste en arguant que certains partis locaux ont des doutes sur son intégrité.
Il meurt à Praia le 16 septembre 2016, des suites d'une longue maladie.

## Distinctions
- Grand-collier de l'ordre de la Liberté (Portugal) (1991)
- Grand-collier de l'ordre de l'Infant Dom Henrique (Portugal) (2000).